# The Flintstones & WWE: Stone Age SmackDown!
The Flintstones & WWE: Stone Age SmackDown (Los Picapiedra & WWE: SmackDown en la Edad de Piedra en Hispanoamérica, y Los Picapiedra & WWE: ¡En la Edad de Piedra! en España) es una película animada de 2015 exclusiva para DVD coproducida por Warner Bros. Animation y WWE Studios. Es la segunda coproducción entre ambas compañías, luego de Scooby-Doo y el Misterio de WrestleMania. La cinta cuenta cómo la famosa familia prehistórica se mete en apuros con las versiones adaptadas de las superestrellas de la WWE.
Es la primera producción de Los Picapiedra en 14 años (desde On the Rocks, de 2001) y la primera sin la presencia de sus creadores, William Hanna y Joseph Barbera, quienes ya habían muerto en la época de la producción. Así mismo, esta película marcó la primera vez en que la voz en inglés del Señor Rajuela fue interpretada por alguien diferente a John Stephenson.

## Argumento
Pedro Picapiedra le había prometido a su esposa Vilma el ir de vacaciones a Rocapulco, y para eso necesitaba días de descanso en su trabajo y un cheque, el cual se los iba a pedir a su jefe, el estricto Mr. Slate (Sr. Rajuela), quien justo en ese momento estaba contratando a un familiar indirecto suyo, John Cenastone (John Cenapiedra, John Cena). Tras meterse en apuros y ser salvado increíblemente por Cenapiedra, Pedro no obtiene el cheque, y no sabe cómo decírselo a Vilma. Por eso, en la feria que organiza la Logia de los Búfalos Mojados, busca una manera de hacer dinero, y su plan consiste en usar a Hoppy, el "canguro-saurio" de su amigo Pablo Mármol, para desafiar a la gente a un combate de boxeo. Cuando llegan, entre otras atracciones, las Boulder Twins (Gemelas Peñasco, Nikki y Brie Bella) ponen una cabina de besos, provocando celos en Vilma y Betty. 
Mucha gente cae derrotada por Hoppy, pero la racha termina cuando el rufián CM Punkrock (CM Punkroca, CM Punk) lo humilla. Pablo, enojado, desafía a Punkroca y con suerte lo derrota. Punkroca se va enojado junto con su compañero Marble Henry (Mármol Henry, Mark Henry). Pedro ve una gran oportunidad de hacer dinero con la lucha libre tras el éxito de la actuación de Pablo, incluida una felicitación de un vendedor de mariscos, Mr. McMagma (Vince McMahon), y decide organizar un evento en un circo abandonado. 
Pedro le pide a Cenapiedra que reclute más luchadores, siendo elegidos Rey Mysteriópalo (Rey Mysterio), un oficinista enmascarado, y The Undertaker, un sepulturero sombrío. El evento comienza entre Cenapiedra y Mysteriópalo, pero como ambos no saben luchar y no se odian, la lucha fracasa. Es entonces cuando Pedro decide que Pablo luche con Undertaker. Pablo se rehúsa pero Pedro lo obliga. Justo cuando Pablo iba a vencer a Undertaker, Vilma y Betty irrumpen y reprenden a sus maridos, pero todo pasa, ya que Pedro ya había obtenido ganancias suficientes para las vacaciones. 
Sin embargo, Pedro aspira a más, inspirado por McMagma, y decide organizar un segundo evento, ya alquilando el estadio de Bedrock (Piedradura) y promoviendo la revancha entre Pablo y Punkroca, quien acepta, agregando también a Henry y a las Peñasco. Pablo no acepta participar y Pedro se va sin el, iniciando su espectáculo. Cenapiedra y Mysteriópalo vuelven a pelear, pero la gente corea por Pablo. Pedro anuncia que Pablo no peleará y busca a sus luchadores, quienes lo ignoran por haber dejado de lado a su amigo. 
Pedro se arma de valor y enfrenta a la banda de Punkroca, siendo brutalmente castigado. Viendo a su amigo sacrificarse, Pablo decide ir y enfrentarse a Punkroca, animando a los otros luchadores a participar. Incluso Vilma y Betty intimidan a las Peñasco y Bam-Bam se deshace fácilmente de Henry. El equipo de Pedro y Pablo vence y son ovacionados. Ya definitivamente decidido a dejar la lucha libre, Pedro se lleva las ganancias y le vende la idea a McMagma. Los Picapiedra, los Mármol y los luchadores disfrutan al final de sus vacaciones.

## Elenco

### Voces originales
- Jeff Bergman es Pedro Picapiedra.
- Kevin Michael Richardson es Pablo Mármol.
- Tress MacNeille es Vilma Picapiedra.
- Grey Griffin es Betty Mármol.
- Russi Taylor es Pebbles Picapiedra.
- Eric Bauza es Bam-Bam Mármol/Dino/Hoppy.
- John O'Hurley es el Sr. Rajuela[2]
- John Cena es John Cenapiedra.
- Nikki y Brie Bella son las Gemelas Peñasco.
- Daniel Bryan es Daniel Bryroca.
- Rey Mysterio es Rey Mysteriópalo.
- Vince McMahon es Mr. McMagma
- CM Punk es CM Punkroca.
- The Undertaker es su versión prehistórica.
- Mark Henry es Mármol Henry.
- Voces adicionales: Doug Erholtz, Charlie Hewson y Tom Kenny.[3]

### Doblaje hispanoamericano
- Arturo Mercado como Pedro Picapiedra.
- Dafnis Fernández como Pablo Mármol.
- Magda Giner como Vilma Picapiedra.
- Adriana Núñez como Betty Mármol.
- Christian Strempler como John Cenapiedra.
- Jorge Omelas como Rey Misteriópalo.
- René García como el señor McMagma.
- Marco Guerrero como Mármol Henry.
- Adrián Fogarty como Daniel Bryroca.
- Alina Galindo como Nikki Peñasco.
- Víctor Hugo Aguilar como The Undertaker.
- Pedro D'Aguillón Jr. como el señor Rajuela.[4]

Doblaje realizado en México por Art Sound México.

## Recepción
La reseña de Indiewire se refirió a la película como "un nuevo lanzamiento que meticulosamente recaptura los días salados de Hanna-Barbera (que) solo hacen pedir por más caricaturas de Los Picapiedras". Den of Geek.com calificó a la película con un puntaje de 2 sobre 5, tratándola de "mal concebida y descuidada", pero admitiendo que "podría valer la pena si eres un fanático de la lucha libre."